# Sycyn
Sycyn – wieś sołecka w Polsce położona w województwie wielkopolskim, w powiecie obornickim, w gminie Oborniki.
W latach 1975–1998 miejscowość administracyjnie należała do województwa poznańskiego.

## Historia

### Toponimia
Nazwa Sycyn pochodzić ma od słowa, które dawno wyszło z użycia: syt, czyli suche miejsce otoczone bagnem albo wodą. Istotnie, wieś leży nad niewielkim jeziorem.

### Wzmianki
Najdawniejszą datą, na którą powołują się historycy, jest dla niej rok 1278, z którego pochodzi zapisek: „siedzi komes Dzierżykraj na Sycynie”. Pewniejszą wzmianką źródłową jest dokument z roku 1398, z którego wynika, że wieś należała wtedy do parafii św. Marcina w Szamotułach.

### Rys historyczny
W wieku XV i XVI w Sycynie mieli swoje dobra Nałęcze i Danaborscy herbu Pałuki, a także Mikołaj Łącki. Była tu m.in. karczma. Z przeprowadzonej w 1756 roku lustracji (Sycyn wchodził wtedy w skład domeny stobnickiej Wirydiany z Bnińskich Raczyńskiej) wynika, że był tu folwark ze starym drewnianym dworem, oborą, owczarnią, chlewami i dwoma stodołami. We wsi było 14 domów. W 1793 roku Sycyn przejął generał Filip Raczyński. Wieś miała wtedy 25 domów i 171 mieszkańców, a folwark – 8 domów i 157 mieszkańców, zdecydowanie przeważali w nich Polacy.
Droga prowadząca do Kobylnik w gminie Obrzycko nazywana jest Drogą Kosynierską – stąd wyruszyli i pomaszerowali do walki powstańcy kościuszkowscy. Wieś szczyciła się także powstańcami wielkopolskimi – tu dożyli sędziwych lat Franciszek Kęsy i Jan Waliński, obaj odnieśli rany w czasie walk na froncie.
W okresie międzywojennym dobra należały do dworu w Niemieczkowie.

### Czasy najnowsze
Sycyn jest małą wsią. Mieszka tu około 150 osób. Kilkanaście gospodarstw rolnych zajmuje obszar około 250 ha. W największych z nich chowa się kilkaset sztuk świń oraz prowadzi hodowlę bydła. W latach 1998–2006 we wsi istniało prywatne schronisko dla zwierząt, prowadzone przez miłośniczkę zwierząt, Wandę Jerzyk. Wskutek sprzeciwów sąsiadów, po procesach sądowych w latach 2002–2006 nakazano likwidację schroniska. Zwierzęta przeniesiono do nowo zbudowanego schroniska w Przyborówku k. Szamotuł.

## Przyroda
Wieś położona jest 2 km od Warty, a około 0,5 km od lasu. W sezonie jest tu obfitość grzybów, można też łowić ryby i polować na zwierzynę. Osobliwością natury we wsi jest rosnąca przy Drodze Kosynierskiej tzw. krzywa sosna – pomnik przyrody.

## Usługi
Szczególną uwagę przykuwa niewielki, ceglany, budynek Szkoły Podstawowej im. Jana Pawła II, która niedawno świętowała jubileusz 130-lecia swojego istnienia. Placówka jest trzyklasowa, ma niespełna 60 uczniów i niedawno otwarty oddział przedszkolny. Uczęszczają tutaj dzieci ze wsi Sycyn, Osowo Stare, Osowo Nowe, Popówko, Wychowaniec, Popowo, Niemieczkowo, Przeciwnica, Ruks-Młyn, Dołęga. Znajduje się tu także punkt biblioteczny.

## Aktywność społeczna
W Sycynie działalność prowadzi Kółko Rolnicze.